# 롤러코스터 타이쿤 3D
《롤러코스터 타이쿤 3D》(RollerCoaster Tycoon 3D)는 엔-스페이스가 제작하고 아타리가 유통한 닌텐도 3DS 전용 게임으로, 롤러코스터 타이쿤 시리즈의 4번째 작품이자 스핀오프 작품이다. 2012년 10월 16일에 출시되었으며, 3편과 마찬가지로 크리스 소이어는 개발에 참여하지 않았다. 터치 스크린 조작으로 닌텐도 3DS의 기능을 사용해 롤러코스터를 3D로 체험하는 기능이 포함되어 있다고 밝혔다. 기존의 시리즈처럼 철저히 게이머의 조작으로 진행되는 테마 파크 운영 방식을 계승하되 기존의 소스를 재활용하지는 않았다.
그러나, 3DS에서 NDS 수준 그래픽을 만들고 있다는 혹평까지 나올 정도로 퇴보된 그래픽의 티저로 실망감을 안겨주었다. 나아져서 나올 줄 알았는데, 실제로 출시되고 받은 평은 더 처참했다. 3편에서 제공되었던 불꽃놀이도 없고, 날씨도 없고, 배너도 없고, 심지어 지형 변경 불가에 터널도 없고, 놀이기구 이름을 짓는 것도 불가능했다. 이로 인해 메타크리틱에 100점 만점에 39점을 받았으며, 결국 역대 최악의 롤러코스터 타이쿤이 되었다.

## 평가
| 평가                                          |        |
| --------------------------------------------- | ------ |
| 통합 점수 통합사 점수 메타크리틱 39/100 [ 3 ] |        |
| 통합 점수                                     |        |
| 통합사                                        | 점수   |
| 메타크리틱                                    | 39/100 |